# Шарль Вільдрак
Шарль Вільдрак (фр. Charles Vildrac Charles Vildrac, справжнє прізвище Мессаже, фр. Messager Messager; 22 листопада 1882 року, Париж, — 25 червня 1971 року, Сен-Тропе) — французький поет, один з засновників літературного товариства «Абатство». Також дитячий письменник, драматург, та автор мандрівних есеїв. До часів Голодомору в Україні — совєтофіл.

## Творчість
Творчість Вільдрака насичена емоційним барвами і вірою в гуманістичні ідеали. Критики писали, що його вірші — це повернення до істинної простоти повсякденності на противагу штучності поетичних шукань попередніх поколінь. Як поет, Вільдрак долучився до конструкції «поезії буднів»; одним із найкращих зразків такої поезії — збірка Вільдрака «Livre d'amour» (1910).
Разом із членами «Абатства» — Рене Аркосом та Жоржем Дюамелем, — Вільдрак належить до митців, що відкидали домінування естетизму у французькій літературі останніх двох десятиліть XIX століття.
Загальне естетичне завдання Вільдрака — стерти межу між повсякденною та поетичною мовами.
У роки війни 1914—1918 Вільдрак, як і вся його поетична група, болісно рефлексував на реалії війни так, що лівацька пропаганда приписувала йому крайній пацифізм («Chants du désesperé», 1914—1920). Його вірші у ці роки — це, скоріше, «пісні зневіреної», людини, що на власні очі бачила потворні лики війни.
Вільдрак підписував також ліберальні декларації і протести, а згодом брав участь у комуністичній групі Барбюса «Clarté» — прийнамні у перший період її існування (1919), але відійшов від неї, коли вона стала промосковською. Його творчість активно популяризували московити, зокрема комуніст Луначарський, а вже у 1990-их на Московщині вийшла 4-томна збірка його творів. Але насправді, творчість Вільдрака не мала нічого спільного з демагогічними міркуваннями про завдання поезії вульгарної комуністичної критики.
Драматургія Вільдрака відома твором «Le Paquebot Tenacity» (1920), в основі сюжету якого є доля двох відставних солдатів — французьких емігрантів до Канади.

## Видання французькою мовою
- Le verslibrisme, P., 1902;

Збірки поезій

- «Poèmes», P., 1905;
- Images et mirages, P., 1907;
- Написані спільно з Ж. Дюамель «Notes sur la technique poétique», P., 1910;
- Livre d'amour, P., 1910; додат. вид., Р., 1915; P., 1920; P., 1921;
- Chants du désesperé, P., 1920.

Драми

- Le Paquebot Tenacity, P., 1920;
- Michel Auclair, P., 1922;
- Un Pèlerin, P., 1926.